# 友罪
《友罪》（日语：友罪），日本小說家藥丸岳創作的社會派推理小說，2013年5月2日由集英社出版單行本，2015年8月4日台灣發行繁體中文小說。
2017年7月，宣布翻拍為電影真人版，由瑛太、生田斗真雙主演，由瀨瀨敬久執導。

## 情節概要
迫於不得已住在網咖的益田純一在放棄記者的夢想之後，為了生活，前往提供住宿的一間小型鐵工廠工作。也因為此契機，在工廠認識了當時同一天前往面試的鈴木秀人。沉默寡言、下意識避開與周遭人互動的鈴木，在同宿舍同事的眼中被歸類為「神祕的怪人」。看在眼裡的益田認為鈴木並非壞人，出於共事的情誼，益田善意的幫助鈴木慢慢融入人群，鈴木因而將益田視為自己最珍貴的友人。
而面試當天即認識兩人的工廠祕書助理藤澤美代子，在某次被前男友達也脅迫時，鈴木挺身搭救。鈴木也因此而得知藤澤曾被前男友達也哄騙拍攝AV影片的過去。而擁有原影片的前男友則以此為手段，不斷將影片寄給藤澤工作地點的主管同事、甚至藤澤以前的同學，藉此對藤澤勒索錢財，藤澤因而被迫數次搬家與換工作，欲逃離前男友的糾纏。鈴木得知後對藤澤產生共感，對藤澤表示自己了解這種想要抹除過去重新開始的念頭......。
益田大學時期的前女友杉本清美，因身為知名新聞播報員必須編寫專題報導，某次想進一步了解14年前，在故鄉發生的關於連續兒童虐殺之「黑蛇神事件」，而請益田幫忙。
益田在調查的過程中，逐漸發現當年從少年輔育院出來的犯人，各種背景特徵竟然與身邊的同事鈴木相吻合……。

## 電影版
《友罪》，改編自日本小說家藥丸岳小說的同名電影版，2018年5月於日本上映，由瑛太、生田斗真雙主演，瀨瀨敬久執導。

### 登場人物
- 益田純一：生田斗真
- 鈴木秀人：瑛太
- 藤澤美代子：夏帆[3]
- 杉本清美：山本美月[4]
- 白石彌生：富田靖子
- 清水 - 奥野瑛太
- 内海 - 飯田芳
- 川島社長 - 小市慢太郎
- 村上院長 - 矢島健一（日语：矢島健一）
- バーテン 小杉 - 青木崇高
- 唐木達也 - 忍成修吾
- 山内智子 - 西田尚美
- 飯島武士 - 村上淳（日语：村上淳）
- 飯島麻奈美 - 片岡礼子
- 山内正人 - 石田法嗣（日语：石田法嗣）
- 千尋 - 北浦愛（日语：北浦愛）
- 桜井さちこ - 坂井真紀
- 須藤編集長 - 古館寬治（日语：古舘寛治）
- 白石唯 - 蒔田彩珠
- タクシー会社事務員 - 宇野祥平（日语：宇野祥平）
- 岸上 - 大西信満
- 篠塚朝子 - 渡辺真起子
- 篠塚 - 光石研（特別出演）
- 山内修司 - 佐藤浩市[5]

### 製作團隊
- 原作：藥丸岳《友罪》
- 劇本：瀨瀨敬久（日语：瀬々敬久）
- 導演：瀨瀨敬久（日语：瀬々敬久）
- 出品：GAGA（日语：ギャガ）

## 外部連結
- 電影官方網站（页面存档备份，存于）
- 電影官方特報（页面存档备份，存于）